# Чемпионат СССР по боксу 1936
Чемпионат СССР по боксу 1936 года — 5-й чемпионат СССР по боксу, проходил с 6 мая по 23 июня 1936 года в Москве. Личные соревнования проводились в виде отдельных матчей в разных городах с финалом в Москве. Участие в чемпионате, который проходил по круговой системе, принимали 56 боксёров. В предварительных кругах формула боёв была 5 раундов по 3 минуты, а в финальном круге — 6 раундов по 3 минуты. 1 круг проходил в мае в Москве, Харькове и Баку, 2 круг — 24 мая в Иваново и 25 мая — в Киеве, 3 круг — 1 и 13 июня в Ленинграде. Финальный круг прошёл 23 июня в Москве.

## Медалисты
| Весовая категория           | Золото                               | Серебро                               | Бронза                                 |
| --------------------------- | ------------------------------------ | ------------------------------------- | -------------------------------------- |
| Наилегчайший вес (до 51 кг) | Лев Темурян СКИФ (Москва)            | Василий Кудрявцев «Основа» (Иваново)  | Михаил Джендо «Спартак» (Москва)       |
| Легчайший вес (до 54 кг)    | Алексей Каюров «Динамо» (Баку)       | Юрьё Паакки «Спартак» (Петрозаводск)  | В. Лозовский «Динамо» (Москва)         |
| Полулёгкий вес (до 57 кг)   | Андрей Папьян «Динамо» (Ереван)      | Георгий Вартанов «Спартак» (Тбилиси)  | Анатолий Грейнер «Строитель» (Харьков) |
| Лёгкий вес (до 60 кг)       | Евгений Огуренков Профсоюзы (Москва) | Андрей Щупак «Динамо» (Ленинград)     | А. Николаев «Динамо» (Баку)            |
| Полусредний вес (до 67 кг)  | Андрей Тимошин «Динамо» (Москва)     | Сергей Емельянов «Динамо» (Ленинград) | Герман Тимофеев «Динамо» (Ленинград)   |
| Средний вес (до 73 кг)      | Василий Чудинов «Пищевик» (Москва    | Геннадий Репнин «Спартак» (Москва     | Николай Китасов «Динамо» (Баку)        |
| Полутяжёлый вес (до 81 кг)  | Виктор Михайлов «Динамо» (Москва)    | Константин Бирк «Динамо» (Москва)     | Николай Карцев «Динамо» (Мытищи)       |
| Тяжёлый вес (свыше 81 кг)   | Николай Королёв «Спартак», (Москва)  | Николай Беляев «Водник» (Ленинград)   | П. Ануфриков СКИФ (Москва)             |